# Todd Strange
Todd Strange (31 gennaio 1966) è un bassista statunitense, che ha suonato nelle band heavy metal Crowbar e Down.

## Carriera
Strange ha iniziato la propria carriera ufficiale nei Crowbar, di cui è uno dei membri fondatori assieme a Kirk Windstein (chitarra), Craig Numenmacher (batteria) e Kevin Noonan (chitarra). Ha suonato il basso nel periodo di maggior successo della band, partecipando ai migliori album, quali l'omonimo Crowbar e Odd Fellows Rest, sebbene si dica che fosse Kirk Windstein a suonare le sue parti su disco. La stessa voce circola al riguardo del primo disco dei Down, NOLA, ma anche in questo caso non c'è alcuna certezza al riguardo.
Strange compare anche nei famosi Vulgar Videos, la raccolta di filmati dai backstage dei tour dei Pantera. In quanto gruppo di supporto, i Crowbar compaiono in alcuni spezzoni e di conseguenza anche Strange.
Nel 2000 Todd Strange ha temporaneamente abbandonato la carriera musicale, fino a quando non è rientrato nei Crowbar nel 2016.

## Discografia

### Crowbar
- Obedience Through Suffering (1991)
- Crowbar (1992)
- Time Heals Nothing (1995)
- Broken Glass (1996)
- Odd Fellows Rest (1998)
- Equilibrium (2000)

### Down
- 1995 - NOLA